# Bagueixe
Bagueixe is een plaats (freguesia) in de Portugese gemeente Macedo de Cavaleiros en telt 190 inwoners (2001).